# Utetheisa bella
Utetheisa bella là một loài bướm đêm thuộc phân họ Arctiinae, họ Erebidae.